# Dico Dik
Dico Dik (Wormerveer, 6 november 1968) is een Nederlands korfbalcoach. Hij is de huidige coach van KV Groen Geel dat in 2019 voor het eerst in de clubgeschiedenis in de Korfbal League speelt. Daarnaast was Dik van 2019 tot 2021 ook de bondscoach van het Surinaams korfbalteam. Dico Dik is de vader van Kevin Dik, een huidige selectiespeler van Koog Zaandijk.

## Speler
Dik was speler van de hoofdmacht van KV Groen Geel van 1988 t/m 1998.
Toen Dik in 1988 debuteerde in de selectie speelde de club in de zaal al op het hoogste niveau, de Hoofdklasse, maar op het veld nog niet.
In seizoen 1988-1989 degradeerde Groen Geel in de zaal uit de Hoofdklasse.
In 1993 promoveerde Groen Geel zowel in de zaal als op het veld naar de Hoofdklasse.
Op het veld degradeerde het na 1 seizoen al in 1994, maar in de zaal hielden ze het wat langer vol.
In 1995 promoveerde de ploeg op het veld weer terug naar de Hoofdklasse om in beiden competities op het hoogste niveau uit te komen.
Er volgen een aantal jaar als Hoofdklasse middenmoot, met uitzondering van seizoen 1997-1998 toen Groen Geel 2e werd op het veld. Ze misten op 6 punten na de veldfinale.

## Coach

### Groen Geel
Als coach van KV Groen Geel promoveerde Dik met zijn team in 2019 naar de Korfbal League. Dit is de eerste keer in de clubhistorie dat ze op dit hoogste zaaltoneel acteren.
In dit seizoen, 2019-2020 stond GroenGeel op plek 9 toen de competitie stil weg gelegd vanwege COVID-19. Hierdoor bleef de ploeg gehandhaafd in de Korfbal League.
Dit was het laatste seizoen van Dik bij Groen Geel als hoofdcoach. Hij werd vervangen door Daniël Harmzen.

### LDODK
Voor seizoen 2021-2022 werd Dik aangesteld als nieuwe hoofdcoach bij het Friese LDODK. Hij verving hier vertrekkend coach Henk Jan Mulder. In december 2021 maakte Dik bekend weer te zullen vertrekken.
Hij werd vervangen door Gerald Aukes. Op het moment dat Dik bij LDODK vertrok stond het in de Korfbal League 2e in Poule A.

## Bondscoach

### Suriname
In 2017 werd de Surinaamse Korfbal Federatie opgericht. Het team, wat spelers heeft met Surinaamse roots wilde korfbal op de kaart zetten in Suriname en tegelijkertijd meedoen om de mondiale prijzen. In 2018 won het team de Pan-Amerikaanse kampioenschappen en plaatste zich daardoor voor het WK in 2019. Echter besloot in begin 2019 bondscoach Riko Kruit te stoppen als coach vanwege privé omstandigheden.
Zodoende was de plek van bonscoach vrij en nam de SKF contact op met Dik. Samen met Robbert Luttik werd hij bondscoach van het team.
Suriname deed mee op het WK van 2019. In de poulefase werd de ploeg 2e in Poule C. Hierdoor plaatste het team zich voor de laatste 16.
In de eerste play-off ronde won de ploeg van Engeland met 22-18. In de kwartfinale trof Suriname echter Chinees Taipei. Suriname verloor de wedstrijd met 20-18.
Uiteindelijk werd de ploeg 6e van het toernooi.